# Stellifer microps
Stellifer microps és una espècie de peix de la família dels esciènids i de l'ordre dels perciformes.

## Morfologia
- Els mascles poden assolir 20 cm de longitud total.[4][5]

## Alimentació
Menja organismes bentònics.

## Depredadors
A la Guaiana Francesa és depredat per Hexanematichthys proops.

## Hàbitat
És un peix de clima tropical i demersal que viu fins als 40 m de fondària.

## Distribució geogràfica
Es troba a l'Atlàntic occidental: des de Nicaragua i Costa Rica fins a Pará (Brasil).

## Observacions
És inofensiu per als humans.